# Exorista maura
Exorista maura là một loài ruồi trong họ Tachinidae.